# Municipio de South Huntingdon
El municipio de South Huntingdon (en inglés: South Huntingdon Township) es un municipio ubicado en el condado de Westmoreland en el estado estadounidense de Pensilvania. En el año 2000 tenía una población de 6175 habitantes y una densidad poblacional de 52 personas por km².

## Geografía
El municipio de South Huntingdon se encuentra ubicado en las coordenadas 40°07′00″N 79°41′59″O / 40.11667, -79.69972.

## Demografía
Según la Oficina del Censo en 2000 los ingresos medios por hogar en la localidad eran de $35,431 y los ingresos medios por familia eran $39 529. Los hombres tenían unos ingresos medios de $31 728 frente a los $23 033 para las mujeres. La renta per cápita para la localidad era de $17 645. Alrededor del 7,1% de la población estaban por debajo del umbral de pobreza.